# Nínox de Tasmània
El nínox de Tasmània (Ninox leucopsis) és una espècie d'ocell de la família dels estrígids (Strigidae). Habita als boscos de Tasmània i les illes de l'Estret de Bass. El seu estat de conservació es considera de risc mínim.